# Djenkoumé
 (novembre 2022).
Si vous disposez d'ouvrages ou d'articles de référence ou si vous connaissez des sites web de qualité traitant du thème abordé ici, merci de compléter l'article en donnant les références utiles à sa vérifiabilité et en les liant à la section « Notes et références ».
Le djenkoumé, ou djinkoumè, est une spécialité culinaire du Togo à base de farine de maïs et de viande de volaille, dont le poulet. Il est également appelé amiwô au poulet au Bénin.
Elle a comme particularité sa couleur qui tend du rouge ou café au lait, contrairement au traditionnel « akoumé ».[réf. nécessaire]
La recette originale se fait avec du poulet, d’où le nom « poulet djenkoumé ». Mais la pintade a un goût plus proche de l'authentique poulet togolais.

## Étymologie
Le nom vient de l'éwé djin-kumè, djin signifiant «rouge», et kumè étant un suffixe qui signifie «pâte».